# Pseudosetaphora
Pseudosetaphora är ett släkte av kräftdjur. Pseudosetaphora ingår i familjen Philosciidae.
Kladogram enligt Catalogue of Life:
| Pseudosetaphora | \| \| Pseudosetaphora ovata \| \| \| \| \| \| Pseudosetaphora pallidimaculata \| \| \| \| |
|                 | \| \| Pseudosetaphora ovata \| \| \| \| \| \| Pseudosetaphora pallidimaculata \| \| \| \| |
|                 | Pseudosetaphora ovata                                                                     |
|                 |                                                                                           |
|                 | Pseudosetaphora pallidimaculata                                                           |
|                 |                                                                                           |